# När vi delar det bröd som han oss ger
När vi delar det bröd som han oss ger är en nattvardspsalm, en s.k. negro spiritual, översatt till svenska av Lars Åke Lundberg år 1972. 
De tre stroferna är enkelt och repetitivt uppbyggda; de är identiska så när som på inledningsraderna ("När vi delar det bröd som han oss ger", "När vi dricker det vin som han oss ger" resp. "När vi lovsjunger dig och när vi ber").

## Publicerad i
- Cantarellen 1984 som nummer 68.
- Ekumeniska delen av den svenska psalmboken som nummer 75 under rubriken "Nattvarden". (Den ekumeniska delen är 1-325 i Den svenska psalmboken 1986, Cecilia 1986, Psalmer och Sånger 1987, Segertoner 1988 och Frälsningsarméns sångbok 1990)
- Finlandssvenska psalmboken 1986 som nummer 229 under rubriken "Nattvarden".
- Hela familjens psalmbok 2013 som nummer 125 under rubriken "Tillsammans i kyrkan".[1]